# Jerome Williams (baseball)
Pour les articles homonymes, voir Jerome Williams et Williams.
Jerome Lee Williams (né le 4 décembre 1981 à Honolulu, Hawaii, États-Unis) est un ancien lanceur droitier de la Ligue majeure de baseball.

## Carrière

### Giants de San Francisco

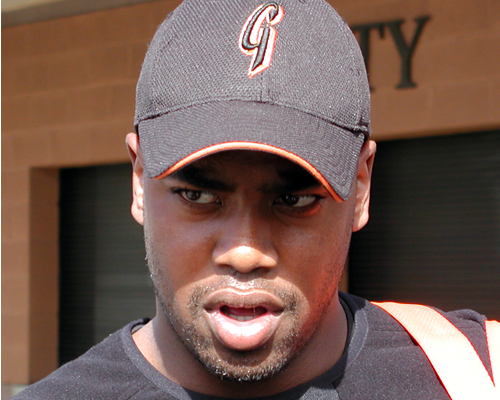
Jerome Williams en 2005 avec les Giants de San Francisco.

Jerome Williams est un choix de première ronde des Giants de San Francisco (39e joueur sélectionné au total cette année-là) en 1999. Il commence sa carrière dans le baseball majeur avec San Francisco le 26 avril 2003. Il joue pour les Giants jusqu'en 2005. Le lanceur partant droitier effectue 21 départs pour San Francisco à sa saison recrue et affiche une brillante moyenne de points mérités de 3,30 en 131 manches au monticule. Il remporte 7 victoires contre 5 défaites, lance deux matchs complets dont un blanchissage. La saison suivante, en 2004, il gagne 10 parties contre 7 revers en 22 départs malgré une moyenne de points mérités à la hausse (4,24). 

### Cubs de Chicago
Le 28 mai 2005, San Francisco échange Williams et le lanceur droitier David Aardsma aux Cubs de Chicago en retour d'un autre lanceur droitier, LaTroy Hawkins. Williams n'avait que quatre parties jouées pour les Giants au moment de l'échange. Il complète l'année avec une fiche de 6 gains et 10 défaites pour San Francisco et Chicago avec une moyenne de points mérités de 4,26 en 122 manches et deux tiers lancées au cours de 22 parties.
En 2006, Williams n'apparaît que dans cinq matchs des Cubs, perdant ses deux décisions et affichant une moyenne élevée de 7,30 points mérités accordés par partie. Il se retrouve la majeure partie de la saison dans les ligues mineures, où il s'aligne avec les Cubs de l'Iowa, club-école de la Ligue de la côte du Pacifique.

### Nationals de Washington
Agent libre après la saison 2006, il se joint pour un an aux Nationals de Washington. Il effectue seulement 6 départs et encaisse 5 défaites sans remporter une seule partie. Sa moyenne de points mérités est très élevée : 7,20 en 30 manches au monticule. Encore une fois, il passe la majorité de l'année dans les mineures.

### Baseball mineur, Porto Rico et Taïwan
Hors du baseball majeur pendant plus de quatre ans, il joue de 2007 à 2009 en ligues mineures avec des clubs affiliés aux Twins du Minnesota, aux Dodgers de Los Angeles et aux Athletics d'Oakland. En 2008, il évolue pour le Long Beach Armada de la Golden Baseball League, une ligue indépendante. En 2008-2009, il porte les couleurs des Indios de Mayagüez de la Ligue de baseball professionnel de Porto Rico. Il évolue en 2010 dans la Ligue chinoise professionnelle de baseball à Taïwan pour les Uni-President Lions.

### Angels de Los Angeles
En juin 2011, alors qu'il joue une fois de plus dans le baseball indépendant (pour les Lancaster Barnstormers de l'Atlantic League), Williams signe un contrat avec les Angels de Los Angeles. D'abord affecté aux Bees de Salt Lake, le club-école des Angels dans la Ligue de la côte du Pacifique, il est rappelé en août par le grand club. Le 17 août 2011, Williams effectue son retour dans le baseball majeur par une présence comme lanceur de relève pour les Angels : c'est la première fois qu'il joue au plus haut niveau depuis le 15 mai 2007 avec les Nationals. Lanceur partant à sa deuxième partie pour les Angels le 21 août face aux Orioles de Baltimore, il remporte sa première victoire dans les majeures depuis un gain survenu près de 6 ans plus tôt, le 25 septembre 2005 alors qu'il évoluait pour les Cubs. Williams fait bien dans cette fin de saison chez les Angels : il effectue 6 départs et ajoute 4 sorties en relève, remportant 4 matchs sans encaisser de défaite. Sa moyenne de points mérités s'élève à 3,68 en 44 manches lancées.
À l'ouverture de la saison 2012 des Angels, Williams est sur la liste des joueurs blessés mais rejoint l'équipe comme cinquième lanceur partant dans les jours qui suivent et commence sa saison le 15 avril contre les Yankees de New York. Il lance dans 32 parties, dont 15 départs, en 2012. Sa moyenne de points mérités s'élève à 4,58 en 137 manches et deux tiers avec 6 victoires et 8 défaites.
Il enregistre 107 retraits sur des prises en 2013, un sommet en carrière. Il entreprend son plus grand nombre de matchs en carrière, soit 25 départs, auxquels il ajoute 12 sorties en relève. Sa moyenne s'élève à 4,57 en 169 manches et un tiers lancées, avec 9 victoires et 10 défaites.

### Astros de Houston
Williams est utilisé comme lanceur de relève par les Astros de Houston en première moitié de saison 2014 : il lance 47 manches et deux tiers en 26 sorties, mais sa moyenne de points mérités s'élève à 6,04 avec une seule victoire et 4 défaites.

### Rangers du Texas
Williams rejoint les Rangers du Texas en juillet 2014. En deux départs et 10 manches lancées, il accorde 11 points pour une moyenne de points mérités de 9,90 mais trouve le moyen de remporter une victoire, contre une défaite.

### Phillies de Philadelphie
Le 10 août 2014, Williams est réclamé au ballottage par les Phillies de Philadelphie.